# Penelope argyrotis
La pava camata (Penelope argyrotis) llamada también pava cara blanca, pava de cara blanca o pava canosa es una especie de ave craciforme de la familia Cracidae oriunda de Colombia y Venezuela.

## Hábitat
Su hábitat natural son los bosques subtropicales o tropicales y la selva húmeda de montaña del noroeste de Colombia y norte de Venezuela.

## Subespecies
Son reconocidas como válidas las siguientes subespecies:
- Penélope argyrotis argyrotis (Bonaparte, 1856) .- Vive en la Sierra Nevada de Santa Marta, en Colombia.
- Penélope argyrotis colombiana (Todd, 1912) .- Vive en los bosques de montaña al norte de Colombia y Venezuela.
- Penélope argyrotis albicauda .- Vive en la Serranía del Perijá, en la frontera de Colombia y Venezuela.